# بطولة باوليستا 2021
بطولة باوليستا 2021 كان الموسم 120 من دوري كرة القدم الاحترافي الأعلى في ساو باولو. أقيمت البطولة في الفترة من 28 فبراير إلى 23 مايو 2021.
بالإضافة إلى ذلك، تقرر أيضًا أن بطولة باوليستا 2021 ستتضمن تقنية حكم الفيديو المساعد في جميع المباريات، بما في ذلك مباريات المرحلة الأولى من المسابقة.